# Anomala diversicolor
Anomala diversicolor är en skalbaggsart som beskrevs av Ohaus 1916. Anomala diversicolor ingår i släktet Anomala och familjen Rutelidae. Inga underarter finns listade i Catalogue of Life.